# David Rotem

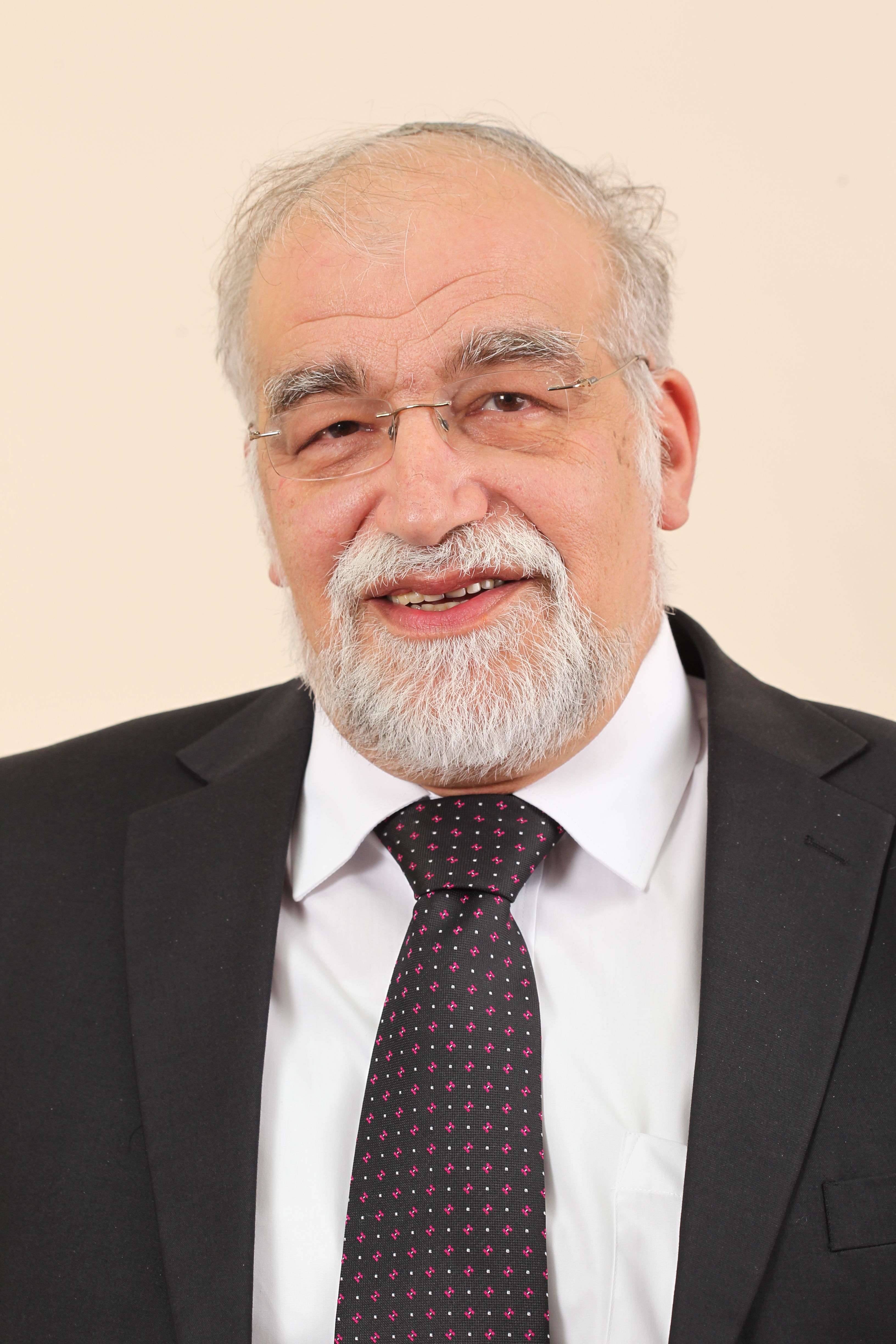
David Rotem, 2013

David Rotem (hebräisch דוד רותם‎, * 11. Januar 1949 in Bnei Berak; † 8. Juni 2015 in Efrata) war ein israelischer Politiker der Jisra’el Beitenu.

## Leben
Rotem studierte von 1967 bis 1971 Rechtswissenschaften an der Hebräischen Universität Jerusalem. Seit 1972 war er als Mitarbeiter an der Fakultät für Rechtswissenschaften der Bar-Ilan-Universität tätig. Er war von 2006 bis 2015 Abgeordneter in der Knesset.
Rotem wohnte zuletzt in der Siedlung Efrata, war verheiratet und hatte fünf Kinder.